# Allaines (Eure y Loir)
Allaines era una comuna francesa que estaba situada en el departamento de Eure y Loir, de la región de Centro-Valle del Loira, que en 1972 se fusionó con la comuna de Mervilliers, formando la comuna de Allaines-Mervilliers.

## Demografía
| Gráfica de evolución demográfica de Allaines entre 1800 y 1968 |
|                                                                |

Los datos demográficos contemplados en este gráfico se han cogido de la página francesa EHESS/Cassini.